# Malh de Hèr
El Malh de Hèr (Mall d'Hèr en català) és una muntanya situada al vessant dret de la vall del riu Unhòla, al municipi de Naut Aran, a la vall d’Aran. La seva altitud és de 2.013 metres, culminant en una petita plana.